# 평범적영요
《평범적영요》(중국어 간체자: 平凡的荣耀, 정체자: 平凡的榮耀, 병음: Píng fán de róng yào 핑판더룽야오[*])는 2020년 방송되었던 중국의 드라마이다.

## 소개
- 금신캐피털 직장인들의 이야기를 담은 드라마

## 등장 인물
- 조우정 - 오각지 역
- 위대훈 - 학수 역
- 백경정 - 손혁추 역
- 교흔 - 안천익 역
- 좌소청 - 여문려 역
- 류창 (刘畅) - 강남 역
- 방한진 (庞瀚辰) - 고사충 역
- 장자현 (张子贤) - 김우명 역
- 학평 (郝平) - 곡충휘 역
- 곽정언 (霍政谚) - 정이파 역
- 조욱동 (赵昱童) - 리차오 역
- 조훤 (赵煊) - 초요화 역